# Baldi's Basics in Education and Learning
Baldi's Basics in Education and Learning, también conocido simplemente como Baldi's Basics, es un videojuego de terror independiente creado y desarrollado por Micah McGonigal, basado en los clásicos juegos educativos de los años noventa. El juego se trata de un estudiante en una escuela donde el propietario y profesor es un individuo llamado Baldi. El jugador debe sobrevivir y recolectar 7 cuadernos y escapar de la escuela. La historia es que a tu amigo se le olvidaron sus cuadernos y tienes que ir a la escuela por ellos, pero al profesor Baldi le gusta probar a sus alumnos con matemáticas. El juego fue lanzado el 30 de marzo de 2018 en itch.io para Microsoft Windows y macOS. Tras su lanzamiento, recibió mayormente reseñas positivas por su música y originalidad.

## Jugabilidad
Baldi's Basics in Education and Learning es un juego de terror y supervivencia en formato de primera persona. Las gráficas son similares a las de computadoras de Windows de los noventa. El jugador debe controlar a un estudiante que tiene que Encontrar 7 cuadernos de Matemáticas esparcidos alrededor de la Escuela de Baldi. Se juega con el Mouse, Con las flechas de Arriba, Abajo, Derecha e Izquierda y también con los números 1, 2, 3, 4, 5, 6, 7, 8, 9, y 0.

## Argumento
El jugador controla a un estudiante que recibe un mensaje de su mejor amigo indicándole que regrese a la escuela a recoger 7 cuadernos que se había 
olvidado. Al llegar a la escuela, el estudiante es recibido por Baldi, un amigable profesor de matemáticas que lo invita a resolver 3 problemas matemáticos en una tablet portátil de color verde y que cada cuaderno de matemáticas tiene en su interior. Al resolver los tres problemas del primer cuaderno de matemáticas, Baldi recompensa al estudiante con una moneda y le ordena que busque los cuadernos de matemáticas restantes que están alrededor de la escuela para resolver más problemas matemáticos. El estudiante encuentra el segundo cuaderno y resuelve los dos primeros problemas en su interior, pero el tercer problema se encuentra totalmente corrompido por varios números y es imposible de responder.
Obligado a responder erróneamente, el estudiante pronto comienza a ser acechado por Baldi con una regla de madera, cuya expresión facial ha cambiado de una alegre sonrisa a una mirada enojada y una boca deforme. El resto del juego involucra al Estudiante debiendo encontrar los 5 cuadernos restantes de la escuela cada uno con el último problema corrompido y a medida que el estudiante colecciona los cuadernos, Baldi comenzará a comportarse de manera errática y muy violenta. Si el estudiante lo encuentra al obtener los 7 cuadernos, Baldi felicitara al estudiante a través de un altavoz indicándole que ha encontrado 7 siete cuadernos de matemáticas y a continuación y con una terrorífica voz, Baldi le grita al estudiante que "HUYE MIENTRAS AÚN PUEDAS" de la escuela y luego se ríe de forma furiosa. El jugador al tratar de ir a una salida, Todas las paredes, suelos, techos y pasillos comenzarán a tornarse de color rojo. Cada vez que intenta ir a una salida se transforma en una pared con papeles y se empieza a tornar más terrorífico mientras Baldi va una velocidad inhumana. El estudiante deberá ir a las 4 salidas de la escuela, sin importar el orden, tres en los pasillos y el último en el comedor, si no completamos las 4 salidas no podremos salir. Cuando lleguemos a la cuarta salida este intentara salir y el Jugador puede ver 2 finales distintos.

## Desarrollo
Varias cosas fueron eliminadas durante el desarrollo de Baldi's Basics in Education and Learning. Por ejemplo, se eliminó a un personaje llamado Pencil Boy, el cual apuñalaría al jugador con un lápiz, pero fue descartado, al igual que los audios relacionados con este como uno del Principal deteniendo a Pencil Boy. También fue eliminado que el director pondría en detención por revisar los casilleros de los demás estudiantes, ya que habría un modo donde se podría hacer eso. En un principio Baldi tenía camisa azul en vez de verde. Además, Playtime haría al jugador saltar 10 veces la cuerda, pero se redujo a solo 5. En un principio habría más materias, pero se redujo a solo algunas cuantas matemáticas.
El 31 de marzo de 2018 el desarrollador de videojuegos independientes Micah McGonigal lanzó Baldi's Basics in Education and Learning 
gratuitamente en Itch.io como parte de un concurso. Ese mismo día, escribió en su cuenta de Twitter acerca de su lanzamiento. El 24 de julio de 2018, McGonigal creó una campaña de Kickstarter para expandir el juego. 
En una semana, La campaña recibió más de $50.600 dólares contra su objetivo de $20.000 dólares para actualizar el 
juego, McGonigal reveló planes para agregar nuevos personajes como 1st Prize, niveles generados aleatoriamente y nuevas características 
.

## Recepción
Baldi's Basics in Education and Learning recibió críticas generalmente positivas. El juego fue creado para Meta Game Jam, una competencia de videojuegos en la que los usuarios intentan crear el juego más consciente posible. Baldi's Basics quedó en segundo lugar con 39 reseñas y una puntuación de .548. Tras su lanzamiento, el juego recibió una calificación de 4.8 sobre 5 en itch.io.
El sitio web de videojuegos, Kotaku, le dio una crítica positiva diciendo: "El supervisor de matemáticas llamado "Baldi" te acechará por toda la escuela, golpeando una regla amarilla contra su mano. Si hace contacto táctil contigo, te matará y terminará el juego. Baldi's Basics no es tan profundo, pero su compromiso nos encanta gracias a su manera de burlarse de los malos juegos educativos y lo bien que transforma el humor en horror. Es gratis en itch.io, y probablemente sería divertido bromear con tus amigos".
El famoso YouTuber, Markiplier, publicó un vídeo del juego, recibiendo más de 1.2 millones de visitas en tan solo veinticuatro horas.

## Juegos similares

#### Baldi's Basics Field Trip Demo
Juego lanzado el 24 de julio de 2018 de manera gratuita a través de itch.io para Microsoft Windows y macOS como una pequeña demostración de una sección que tendrá la versión expandida del juego. En él, vas de acampada con Baldi al bosque y tienes que coleccionar palos para avivar una fogata de fuego, que se va agotando poco a poco y al agotarse Baldi te atrapará y pierdes el juego. La versión completa incluirá más minijuegos de acampada.

#### Baldi's Basics Birthday Bash
Juego lanzado el 1 de abril de 2019 en itch.io para Microsoft Windows y macOS hecho para celebrar el primer cumpleaños del juego, el juego en sí parece una retexturización simple pero en verdad contiene objetos que al cogerlos obtienes uno aleatorio, dos nuevos objetos exclusivos de esta versión y dos nuevos finales, en el principal, se nos muestra una versión extraña del colegio que contiene texturas rotas, sonidos extraños,  materiales que nunca se vio en los juegos y globos corruptos que son una retexturización de varios colores de Baldi.

#### Baldi's Basics Full Game Early Demo
Juego lanzado el 12 de agosto de 2019 en itch.io para Microsoft Windows, macOS y Linux hecho para mostrar una mini demostración de cómo será el juego completo al ser lanzado. Donde se encuentra un mapa mucho más grande donde hay más objetos, lugares y 8 cuadernos que hay que recoger, mientras suceden eventos aleatorios alrededor de la escuela.

#### Baldi's Basics Kickstarter Exclusive Demo
Juego lanzado el 2 de noviembre de 2019 en itch.io para Microsoft Windows, macOS y Linux hecho para mostrar una demostración más ampliada del juego completo que solo está disponible para patrocinadores que donaron $30 o más al Kickstarter del juego. Se encuentran escuelas generadas aleatoriamente donde hay que coleccionar cierta cantidad de cuadernos para ganar y seguir con el siguiente nivel (son 3 niveles para ganar). También se encuentran nuevos objetos y 3 nuevos personajes (Chalkles, Beans y Mrs. Pomp). Al ganar los 3 niveles Baldi dirá que no conseguido nada al ganar, después se ve a Baldi haciendo un dab en frente del jugador, lo que causa que se cierre el juego.

#### Baldi's Basics Plus
Será la versión completa y definitiva del susodicho videojuego, aún no se ha constatado una fecha para su lanzamiento oficial. Existe una versión de acceso anticipado en Steam, itch.io y Game Jolt la cual se distribuye para sistemas operativos Microsoft Windows, macOS y Linux. Esta data del 12 de junio de 2022, desarrollado por Basically Games, posee la misma estética y jugabilidad que el juego original, con aditamentos tales como generación de "schoolhouses" de forma procedimental, minijuegos, personajes, objetos, eventos y más cosas al porvenir.

#### Baldi's Basics Classic Remastered
Juego lanzado el 21 de octubre de 2022, una recreación del videojuego original y del antedicho Baldi's Basics Birthday Bash, además incluye una versión de prueba del igualmente anteriormente mencionado Baldi's Basics Plus. Incluye mejoras en lo que respecta a texturas y al motor de juego; utilizado el de Baldi's Basics Plus y por consiguiente atribuyendo las mecánicas del predicho juego en las otras 2 versiones. El juego se encuentra disponible gratuitamente en Steam, itch.io y Game Jolt para sistemas operativos Microsoft Windows, macOS y Linux.